# Edmé Félix Alfred Vulpian

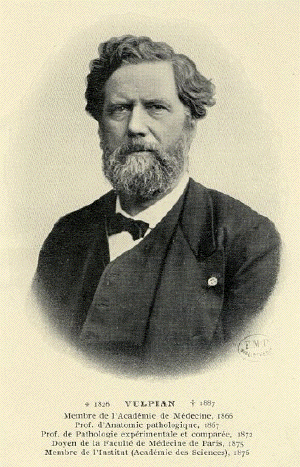
Alfred Vulpian.

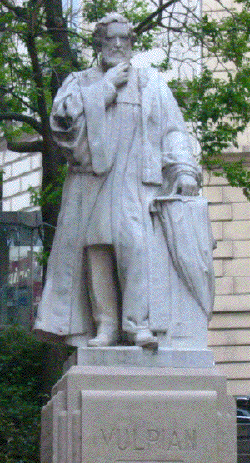
Vulpian-Statue in der Rue de l'Ecole de Médecine in Paris.

Edmé Félix Alfred Vulpian (* 5. Januar 1826 in Paris; † 18. Mai 1887 ebenda), meist einfach Alfred Vulpian, war ein französischer Physiologe und Neurologe sowie Professor für Pathologische Anatomie und experimentelle Pathologie. Er war ein Schüler des Physiologen Marie Jean Pierre Flourens.
Alfred Vulpian studierte in Paris Medizin, wurde 1853 promoviert und zunächst Hospitalarzt in Paris. Als Professor für Pathologische Anatomie wurde er 1867 an die Medizinische Fakultät der Sorbonne berufen. 1872 machte er die vergleichende und experimentelle Pathologie zu seinem Lehrfach.
1876 wurde er in die Académie des sciences aufgenommen. 1878 wurde er zum korrespondierenden Mitglied der Russischen Akademie der Wissenschaften in Sankt Petersburg gewählt.
Im Jahr 1856 entdeckte er das Adrenalin, als er beim Anfärben der Nebenniere mit Eisenchloridlösung sah, dass das Nebennierenmark (aber nicht die Nebennierenrinde) und das daraus abfließende Venenblut eine grüne Färbung annahmen. Somit war erstmals eine innersekretorische Substanz, das die grüne Färbung annehmende Adrenalin, chemisch nachgewiesen. Rein dargestellt und als Adrenalin benannt wurde diese spezifische Nebennierensubstanz 1901 von Takamine.

## Werke
- Essai sur l'origine réelle de plusieurs nerfs crâniens. Dissertation, Paris, 1853.
- Note sur quelques réactions propres à la substance des capsules surrénales. Comptes rendus de l'Académie des Sciences, Paris, 1856, 43: 663-665.
- Des pneumonies secondaires. Thèse d'agrégation, Paris, 1860.
- Leçons sur la physiologie générale et comparée du système nerveux, faites en 1864 au Muséum d'histoire naturelle. Paris, Gerner-Baillière, 1866.
- Leçons sur l'appareil vaso-moteur (physiologie et pathologie) faites à la Faculté de Médecine de Paris en 1873. Rédigées par H. C. Carville. Paris, Gerner-Baillière, 2 Bände, 1874–1875.
- Leçons sur la pathologie expérimentale de l'appareil digestif.
- Leçons sur l'action physiologique des poisons et médicaments, faites à la Faculté de médecine de Paris en 1875. Journal de l'École de Médecine.
- Maladies du système nerveux; leçons professées à la Faculté de Médecine. 2 Bände, Paris, Doin, 1879 and 1886.